# A&E Records
A&E Records je britské hudební vydavatelství, vlastněné společností Warner Music Group. Vydavatelství vzniklo v roce 2003. Mezi nejvýznamnější umělce, kteří s tímto vydavatelstvím spolupracují patří například Muse, Garbage nebo Angelfish.